# Sally Rand
Pour les articles homonymes, voir Rand.
Sally Rand (Harriet Helen Gould Beck), née dans le comté de Hickory (Missouri) le 2 janvier 1904 et morte à Glendora (Californie) le 31 août 1979 , est une actrice et danseuse américaine, célèbre pour ses danses « à l'éventail » (représentée dans le film L'Étoffe des héros) et « à la bulle (en) » (également reprise dans le dessin animé de Tex Avery : Hollywood Steps Out, 1941), qu'elle a interprétées jusque dans les années 1970, la soixantaine passée.
Sa carrière d'actrice avait commencé dans le muet, dans les années 1920 et c'est Cecil B. DeMille qui lui avait donné son nom de scène.
C'était une camarade de lycée de Robert A. Heinlein, qui en a fait le modèle de plusieurs de ses personnages, comme la Mary-Lou Martin de Que la lumière soit.
En 1933, elle se rend à Chicago pour se produire à l'Exposition universelle du siècle du progrès (Century of Progress Exposition).
En octobre 1938, Faith Bacon poursuit Sally Rand pour 375 000 $ de dommages-intérêts et demande une interdiction de faire la danse de l'éventail dont Bacon maintient toujours qu'elle en est à l'origine,. Sally Rand nie les accusations de Bacon, invoquant la jalousie. Rand déclare : « L'idée de l'éventail est aussi ancienne que Cléopâtre. [. . . ] Elle ne peut pas me poursuivre pour ça ».
On considère généralement que Faith Bacon a créé les danses de l'éventail et du voile associées à Sally Rand.

## Filmographie
- 1925 :  The Dressmaker from Paris (en)
- 1925 : The Texas Bearcat
- 1925 : L'Empreinte du passé (The Road to Yesterday)
- 1925 : La Barrière des races (Braveheart) de Alan Hale Sr.
- 1926 : Bachelor Brides
- 1926 : Son premier succès (Sunny Side Up) de Donald Crisp
- 1926 : Gigolo
- 1927 : Man Bait (en)
- 1927 : The Night of Love de George Fitzmaurice
- 1927 : Getting Gertie's Garter
- 1927 : The Yankee Clipper (en)
- 1927 : Le Roi des rois
- 1927 : Le Brigadier Gérard (The Fighting Eagle) de Donald Crisp
- 1927 : Galloping Fury
- 1927 : Heroes in Blue (en)
- 1928 : A Woman Against the World
- 1928 : Crashing Through
- 1928 : Nameless Men
- 1928 : Une fille dans chaque port
- 1928 : Pour l'amour du sport (Golf Widows) de Erle C. Kenton
- 1928 : Black Feather
- 1932 : Le Signe de la croix
- 1933 : Hotel Variety
- 1934 : Bolero, qui inclut une danse à l'éventail
- 1938 : The Sunset Murder Case (en) de Louis J. Gasnier, qui inclut une longue séquence de danse à la bulle